# Jessadabodindra
Jessadabodindra detto anche Rama III (nome completo Prabath Somdej Pra Paramadhiwarasetha Maha Jessadabodindra Siammintarawirodom Borommadhammikkarajadhirat Boromanathbopitra Phra Nangklao Chaoyuhua พระบาทสมเด็จพระปรมาธิวรเสรฐ มหาเจษฎาบดินทร์ สยามินทรวิโรดม บรมธรรมิกมหาราชาธิราช บรมนารถบพิตร พระนั่งเกล้าเจ้าอยู่หัว); Bangkok, 31 marzo 1787 – Bangkok, 2 aprile 1851) è stato re del Siam dal 1824 al 1851, terzo sovrano della dinastia Chakri e del Regno di Rattanakosin.
In campo politico, al contrario del padre Rama II, ebbe grande potere decisionale e non demandò completamente l'amministrazione ai potenti clan aristocratici. Ebbe comunque un ruolo primario durante il suo regno il clan dei Bunnag, i cui antenati di origini persiane erano già stati ai vertici dei ministeri nel periodo di Ayutthaya. Il suo capostipite aveva stretto un forte rapporto di alleanza politica e di parentela con Rama I, sposando una sorella della prima regina consorte e la famiglia aveva avuto grande potere durante il regno di Rama II.

## Biografia
Nangklao era figlio del Re Loetla Nabhalai e della concubina Chao Chom Riem, venne scelto come re a discapito del fratellastro Maha Mongkut che era stato ritenuto troppo giovane dall'aristocrazia di Bangkok ma che avrebbe avuto il diritto alla corona come figlio della regina consorte. Mongkut evitò le polemiche e si diede alla vita monastica fino alla morte di Nangklao.

### Politica estera

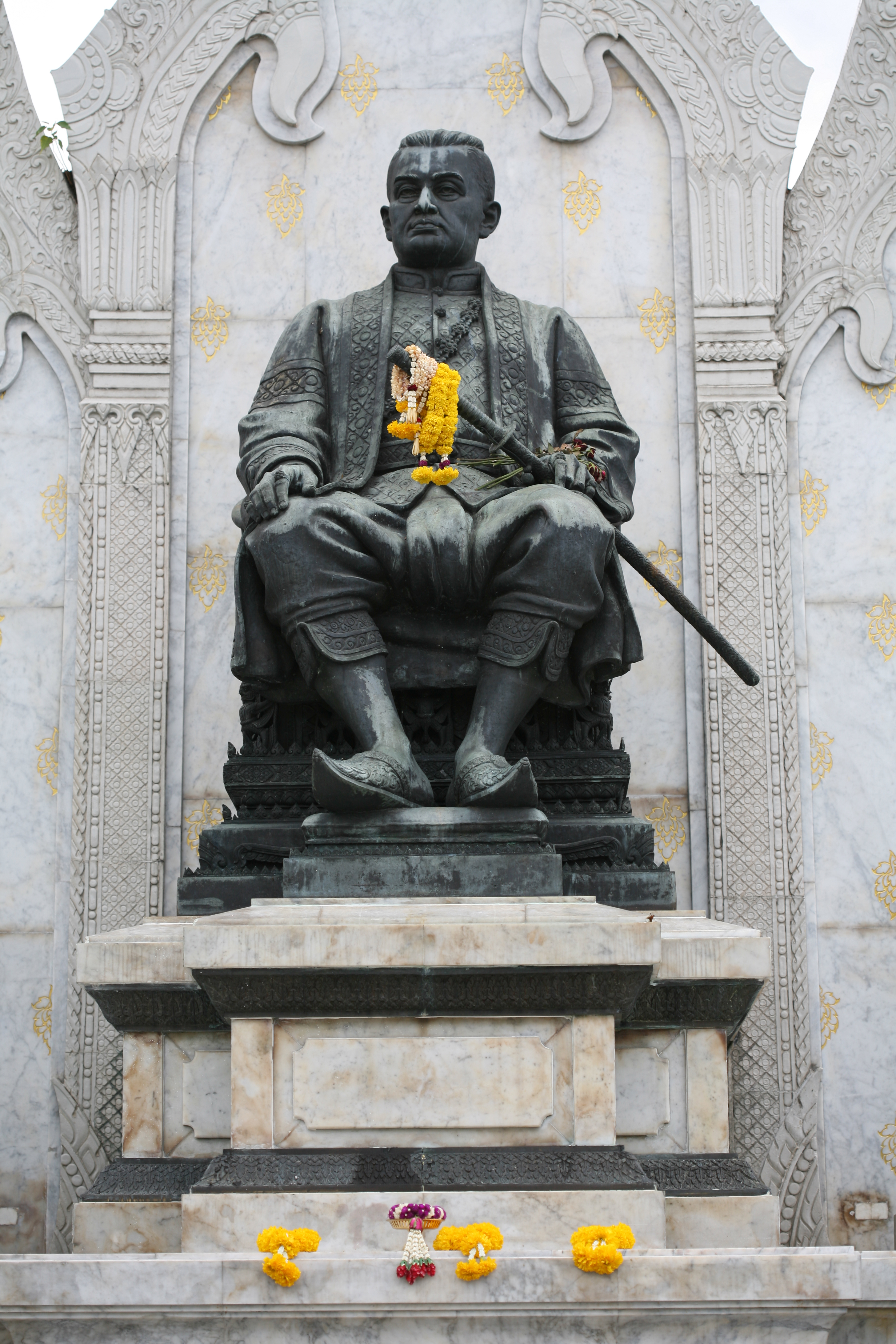
Statua di Rama III a Bangkok

Tra il 1827 e il 1829 i suoi eserciti soffocarono la rivolta del vassallo re di Vientiane Anuvong, radendo al suolo la capitale del regno e deportando a Bangkok il sovrano laotiano ribelle, che aveva ricevuto l'appoggio dell'imperatore del Vietnam. Iniziò quindi una massiccia deportazione di laotiani per popolare le aree deserte dell'altopiano di Korat, nel nordest del Paese. Le deportazioni aumentarono a partire dal 1834, dopo che Vietnam e Siam iniziarono un conflitto di lunga durata per il controllo della Cambogia. La prima parte della guerra vide i successi siamesi ma i rinforzi giunti sul delta del Mekong dalla capitale permisero ai vietnamiti di respingere l'offensiva. Il periodo successivo fu caratterizzato da tregue e riprese delle ostilità fino alla controffensiva dei vietnamiti, che invasero la Cambogia costringendo i siamesi sulla difensiva. Gli scontri ebbero fine nel 1846 con un trattato di pace; il filo-siamese Ang Duong fu lasciato sul trono impegnandosi a versare tributi sia al Siam che al Vietnam, e nel 1848 fu incoronato re a Oudong.
Nangklao mantenne una politica di equilibrio in un periodo in cui l'Impero britannico estese i suoi possedimenti coloniali nella regione sconfiggendo i birmani nel 1826 nella prima guerra anglo-birmana. Quello stesso anno siglò con i britannici in febbraio un accordo militare in funzione anti-birmana e in giugno il trattato Burney che regolamentava i rapporti tra i due Paesi e la rispettiva sfera d'influenza sui sultanati malesi a sud.
Tali accordi rappresentano la riapertura del Siam ai rapporti con l'Occidente, interrotti nel 1688 con la rivoluzione scatenatasi alla morte di re Narai. Nel 1833 fu sottoscritto il trattato di amicizia e commercio siamese-americano con gli Stati Uniti. Durante il suo regno venne incrementato anche il commercio con la Cina.

### Politica interna
Non prese decisioni di notevole importanza, ma preparò il terreno delle riforme al suo successore il fratellastro Mongkut. Durante il suo regno il missionario statunitense James Law introdusse l'uso della stampa per la lingua siamese.